# Болотов, Марк Григорьевич
Болотов Марк Григорьевич (3 марта 1939 — 6 февраля 2022) — русский фотограф, журналист, инженер. Участник и лауреат многих городских, областных выставок, участник Всесоюзной выставки в Москве «Семилетка в действии» 1964 в Манеже. Публиковался в советских и зарубежных газетах и журналах. Один из создателей единственной на Юге России специализированной фотоплощадки «Эксперимент». Жил и работал в Княжпогосте, Новочеркасске , Ростове-на-Дону.

## Биография
Родился и вырос в Сыктывдинском районе, среди трудовых лагерей и рабочих посёлков: деревня Красная, Княжпогост, Железнодорожный — сейчас Емва. Родители — Григорий Афанасьевич и Афанасия Андреевна — простые рабочие. Отец пропал без вести в первые годы ВОВ, и мать воспитывала троих детей сама.
В 1957 году Марк приехал в Новочеркасск поступать в Политехнический институт. Закончил НПИ по специальности «инженер-механик», но всю жизнь занимался фотографией.
В 1958 году был отмечен в общестуденческой выставке в НПИ, участвовал в Городской выставке «Семилетка в действии» в Новочеркасске.
В 1959 году Марк участвовал в Ростовской Областной выставке работ самодеятельных художников и мастеров прикладного искусства, посвящённую XXI съезду КПСС. В разделе «художественная фотография» большинство работ — его, это 17 фотографий. Они заслужили внимание зрителей и жюри, о нём пишет центральная городская газета «Вечерний Ростов».
В апреле 1962 года Марк познакомился в Новочеркасске с известным с писателем-прозаиком Виктором Боковым, автором «Оренбургский пуховый платок». Боков знакомит Болотова и с другим известным советским писателем Александром Яшиным, русским прозаиком, поэтом и журналистом, военным корреспондентом и Лауреатом Сталинской премии второй степени (1950). С ними у Марка завязались тёплые дружеские отношения и творческое общение, они долго переписывались и сотрудничали. Марк часто гостил в Москве и Переделкино у кого-то из них, проездом из Ростова в Княжпогост.
Также Марк начинает сотрудничать с чешским фотожурналом Revue Fotografie и его редактором Вацлавом Йиру. В апреле Марк послал несколько фото и письмо о себе. В декабрьском номере «Фоторевю 62» о нём вышел большой материал «Талант и скромность» («Раздумье над фотографиями Марка Болотова»). Но 3 июня 1962 года в Новочеркасске произошёл «Новочерка́сский расстре́л» — событие, коренным образом изменившее политический климат в стране за эти несколько месяцев. Признание и успех в зарубежном журнале остался почти незамеченным.
В начале 1963 года Марк Болотов участвовал в Третьей ежегодной Городской фотовыставке «Семилетка в действии» в Новочеркасске. Ему присудили Вторую премию, профком НПИ наградил студента альбомом «Дни и люди» — каталогом Всесоюзной выставки «Семилетка в действии»" 1962 года, которая также ежегодно проводилась в Москве, по итогам отбора работ и фотографов в региональных и городских выставках.
В мае 1963 года получил диплом РГУ по специальности литературного работника и журналиста. Публиковал статьи, заметки, стихи и фотографии в региональных газетах. Снимки Болотова служили иллюстрациями к журналистским заметкам.
С 1964 года приехал в Ростов-на-Дону и работал фотографом при проектном институте «Ростовгипрошахт». Был заведующим лаборатории объёмного проектирования.
Среди новых знакомых писателей Марка Болотова — Борис Примеров, в Ростове выходит его сборник стихов «Синевой разбуженное слово».
В мае 1964 года Марк Болотов принимает участие во Всесоюзной выставке в Москве — «Семилетка в действии» 1964 в Манеже. Его фоторабота «Скучная игра» проходит строгий отбор жюри городских и республиканских выставок и смотров-конкурсов, и выставляется в центре столицы. Её отмечают гости выставки и журналисты.
В сентябрьском журнале «Советское фото 1964» подводятся предварительные итоги Семилетки — выходит обзор «Впереди год 1965. Итоги 3-конкурса „За социалистическое фотоискусство“». Также рассматривается выставка «Семилетка в действии» 1964, в которой принимал участие Марк Болотов, и обсуждается воспитание молодых идейно-преданных фотохудожников:
«… Наши молодые „авангардисты“ находят своих почитателей, к сожалению, на страницах чешского журнала „Ревю 64“. Так, например, фотолюбители Болотов, Зыбин и другие опубликовали на его страницах свои формалистические работы и были горды тем, что их безыдейные снимки опубликованы в этом журнале».
В 1965 году выходит книга Виктора Бокова «У поля, у моря, у рек: стихи». М.: Сов. Писатель, 1965 . Книга издана в твёрдом переплёте с суперобложкой, проиллюстрирована портретом писателя и фотографиями Марка Болотова. В письме Боков пишет: « У поля, у моря, у рек» вышла. Чудо-книга. У меня один экземпляр и тот забрали на радио. Тираж 20.000 ! Её не будет мгновенно. Книга идёт на международную выставку. Вот так"
В этом же году выходит книга другого писателя и друга — Александра Яшина, «Босиком по земле» с фотопортретом от Марка Болотова.
В 1968 году выходит и сборник стихов Яшина «Бессоница» и «День творенья», иллюстрированный фотографиями Болотова.
С 1968 по 1970 год Марк Болотов служил в армии.
С 1981 года Марк Болотов — инженер Архитектурно-Планировочного Управления Ростгорисполкома, сейчас Департамент архитектуры и градостроительства — заведующий их фотолабораторией. Архитектурная городская фотография, документальные и фотосъёмки обследований Ростова-на-Дону — отдельный пласт в работе, творчестве и фотоархиве Марка Григорьевича.
В 1986 году Марк Болотов выступил главным архитектором реконструкции выставочного зала «Эксперимент» — центральной и единственной специальной площадки для проведения фотовыставок, которая находилась в парке им. Горького Ростова-на-Дону.
В «Эксперименте» проходили выставки фотолюбителей и профессиональных художников, среди них — экспозиции Василия Слепченко, Михаила Басова, Анастасии Панасюк (Павлицкой), Сергея Сапожникова, проходил ежегодный фотоконкурс «Фотомодель Дона» и других. Как местных «Эксперимент» существовал до 2010 года и был центром встреч и общения фотосообщества города.
Помимо фотографии Марк занимался оформительской деятельностью — промграфика, вёрстка, оформление интерьеров (Клуб туризма и альпинизма «Планета», магазины «Вокруг света», «Ноты и книги»).
С 1997 по 2001-й Марк Григорьевич — фотограф Комитета по архитектуре и градостроительства Ростова. Наступает эпоха цветной фотографии, широко распространяются простые недорогие автоматические фотоаппараты и сервисы экспресс-печати, цифровая фотография, компьютеры и программы-фоторедакторы. Он пытался вписаться в современный мир, освоить компьютер и цифровое фото, но уже не смог этого сделать. На должности «фотограф» он числился в Городской архитектуре до 1999 года.
С 2001 Марк начинает терять зрение. Обостряются старые травмы глаз, накладываются возрастные болезни. Несмотря на все обследования, терапии и операции, зрение медленно, но стабильно ухудшается. Из Комитета по архитектуре и градостроительства Ростова Марка увольняют по состоянию здоровья.
К 2011 году Марк Болотов полностью ослеп.
6 февраля 2022 года Марк Григорьевич Болотов скончался после болезни. Похоронен на Ростовском кладбище.
В работах Марка Болотова встречаются моменты обычной жизни простых людей, природные пейзажи, жанровые портреты, архитектура, семейная и детская фотография.
Единственной прижизненной выставкой фотографа была семейная экспозиция «Мир детства» с фотографиями Марка Болотова и рисунками его детей, ставшая открытием «Эксперимента» в 1987 году.
Первая персональная выставка-ретроспектива «Эксперимент. Ремонт» Марка Болотова состоялась в память автора, в 2022 году. Его жизни и творчеству посвящена статья в журнале «Нация» в проекте «Гражданин Ростова».